# Nolito
Manuel Agudo Durán známý jako Nolito (* 15. října 1986, Sanlúcar de Barrameda, Španělsko) je španělský fotbalový záložník a reprezentant, od roku 2020 hráč španělského klubu Celta de Vigo.
Mimo Španělsko zakusil klubová angažmá v Portugalsku a Anglii.

## Klubová kariéra
1. července 2016 přestoupil ze španělské Celty de Vigo do Manchesteru City, který aktivoval jeho výkupní klauzuli v hodnotě 13,8 milionu liber. S klubem podepsal čtyřletou smlouvu.
V Manchesteru City strávil jedinou sezónu 2016/17 a v červenci 2017 se vrátil do Španělska, dohodl se na smlouvě s klubem Sevilla FC.

## Reprezentační kariéra
7. 11. 2014 jej trenér Vicente del Bosque nominoval do A-mužstva Španělska pro kvalifikační duel s Běloruskem a přípravný zápas s Německem. Debutoval 18. listopadu 2014 na domácím stadionu ve Vigu proti Německu (porážka 0:1).
Trenér Vicente del Bosque jej nominoval na EURO 2016 ve Francii, kde byli Španělé vyřazeni v osmifinále Itálií po porážce 0:2. Nolito nastoupil ve všech čtyřech zápasech svého mužstva na šampionátu a jednou skóroval – v základní skupině D proti Turecku (výhra 3:0).

## Statistiky

### Klubové
K 26. lednu 2021
| Klub            | Sezóna  | Liga               | Liga   | Liga | Pohár  | Pohár | Evropský pohár | Evropský pohár | Celkem | Celkem |
| Klub            | Sezóna  | Liga               | Zápasy | Góly | Zápasy | Góly  | Zápasy         | Góly           | Zápasy | Góly   |
| --------------- | ------- | ------------------ | ------ | ---- | ------ | ----- | -------------- | -------------- | ------ | ------ |
| Écija           | 2006/07 | Segunda División B | 31     | 2    | 5      | 3     | —              | —              | 36     | 5      |
| Écija           | 2007/05 | Segunda División B | 40     | 13   | 0      | 0     | —              | —              | 40     | 13     |
| Écija           | Celkem  | Celkem             | 71     | 15   | 5      | 3     | —              | —              | 76     | 18     |
| Barcelona B     | 2008/09 | Segunda División B | 28     | 4    | —      | —     | —              | —              | 28     | 4      |
| Barcelona B     | 2009/10 | Segunda División B | 40     | 12   | —      | —     | —              | —              | 40     | 12     |
| Barcelona B     | 2010/11 | Segunda División   | 38     | 13   | —      | —     | —              | —              | 38     | 13     |
| Barcelona B     | Celkem  | Celkem             | 106    | 29   | —      | —     | —              | —              | 106    | 29     |
| Barcelona       | 2010/11 | La Liga            | 2      | 0    | 3      | 1     | 0              | 0              | 5      | 1      |
| Benfica         | 2011/12 | Primeira Liga      | 29     | 11   | 7      | 1     | 12             | 3              | 48     | 15     |
| Benfica         | 2012/13 | Primeira Liga      | 6      | 1    | 6      | 0     | 3              | 0              | 15     | 1      |
| Benfica         | Celkem  | Celkem             | 35     | 12   | 13     | 1     | 15             | 3              | 63     | 16     |
| Granada         | 2012/13 | La Liga            | 17     | 3    | —      | —     | —              | —              | 17     | 3      |
| Celta           | 2013/14 | La Liga            | 35     | 14   | 2      | 0     | —              | —              | 37     | 14     |
| Celta           | 2014/15 | La Liga            | 36     | 13   | 1      | 0     | —              | —              | 37     | 13     |
| Celta           | 2015/16 | La Liga            | 29     | 12   | 0      | 0     | —              | —              | 29     | 12     |
| Manchester City | 2016/17 | Premier League     | 19     | 4    | 5      | 0     | 6              | 2              | 30     | 6      |
| Sevilla         | 2017/18 | La Liga            | 30     | 4    | 5      | 1     | 7              | 0              | 42     | 5      |
| Sevilla         | 2018/19 | La Liga            | 4      | 0    | 3      | 1     | 10             | 4              | 17     | 5      |
| Sevilla         | 2019/20 | La Liga            | 15     | 3    | 3      | 2     | 2              | 0              | 20     | 5      |
| Sevilla         | Celkem  | Celkem             | 49     | 7    | 11     | 4     | 19             | 4              | 79     | 15     |
| Celta           | 2019/20 | La Liga            | 7      | 2    | —      | —     | —              | —              | 7      | 2      |
| Celta           | 2020/21 | La Liga            | 19     | 4    | 1      | 2     | —              | —              | 20     | 6      |
| Celta           | Celkem  | Celkem             | 125    | 45   | 4      | 2     | —              | —              | 129    | 47     |
| Celkem          | Celkem  | Celkem             | 424    | 115  | 41     | 11    | 40             | 9              | 505    | 135    |

### Reprezentační
K 15. listopadu 2016
| Španělsko | Španělsko | Španělsko |
| Rok       | Zápasy    | Góly      |
| --------- | --------- | --------- |
| 2014      | 1         | 0         |
| 2015      | 4         | 0         |
| 2016      | 11        | 6         |
| Celkem    | 16        | 6         |

#### Reprezentační góly
K zápasu odehranému 15. listopadu 2016. Skóre a výsledky Španělska jsou vždy zapisovány jako první.
| Gól | Datum           | Místo                                | Zápas | Soupeř              | Skóre | Výsledek | Soutěž                                |
| --- | --------------- | ------------------------------------ | ----- | ------------------- | ----- | -------- | ------------------------------------- |
| 1.  | 29. května 2016 | AFG Arena, St. Gallen, Švýcarsko     | 7.    | Bosna a Hercegovina | 1–0   | 3–1      | Přátelský zápas                       |
| 2.  | 29. května 2016 | AFG Arena, St. Gallen, Švýcarsko     | 7.    | Bosna a Hercegovina | 2–0   | 3–1      | Přátelský zápas                       |
| 3.  | 1. června 2016  | Red Bull Arena, Salcburk, Rakousko   | 8.    | Jižní Korea         | 3–0   | 6–1      | Přátelský zápas                       |
| 4.  | 1. června 2016  | Red Bull Arena, Salcburk, Rakousko   | 8.    | Jižní Korea         | 5–0   | 6–1      | Přátelský zápas                       |
| 5.  | 17. června 2016 | Allianz Riviera, Nice, Francie       | 11.   | Turecko             | 2–0   | 3–0      | Euro 2016                             |
| 6.  | 9. října 2016   | Loro Boriçi Stadium, Skadar, Albánie | 15.   | Albánie             | 2–0   | 2–0      | Kvalifikace na Mistrovství světa 2018 |

## Ocenění

### Klubové

#### Barcelona
- La Liga: 2010/11[9]

#### Benfica
- Taça da Liga: 2011/12[9]

#### Sevilla
- Evropská liga UEFA: 2019/20[9]

### Individuální
- Hráč měsíce La Ligy: Září 2014, Září 2015